# 森長義
森 長義（もり ながよし）は、江戸時代後期の大名。播磨国三日月藩の第6代藩主。官位は従五位下河内守、伊予守。

## 略歴
備中新見藩主・関長誠の次男として江戸で生まれる。享和元年（1801年）12月4日、先代藩主快温の死去により、その末期養子として跡を継いだ。同年12月15日、将軍徳川家斉に拝謁した。同年12月28日、従五位下河内守に叙任した。文化6年（1809年）5月20日、養嗣子長篤に家督を譲って若くして隠居した。天保8年（1837年）8月20日に51歳で死去した。

## 系譜
- 父：関長誠（1745?-1810）
- 母：不詳
- 養父：森快温（1769-1801）
- 室：不詳
- 側室
  - 長男：森長国（1810-1857）
- 生母不明の子女
  - 次男：関長道（1815-1858） - 関成煥の養子
  - 女子：高辻以長室
  - 十一女：貞子 - 万里小路博房室
  - 女子：南部信誉正室
- 養子
  - 男子：森長篤（1795-1816） - 森忠賛の十一男